# Billy West (acteur)
Billy West (Rusland, 22 september 1892 – Hollywood, Californië, 21 juli 1971) was een Russisch-Amerikaans filmacteur, filmproducent en regisseur in het stommefilmtijdperk. Hij was vooral bekend als Charlie Chaplin-imitator.
West werd geboren als Roy B. Weissburg en nam na zijn emigratie naar Amerika de artiestennaam Billy West aan.

## Carrière
In 1917 konden de bioscopen niet aan de vraag naar Charlie Chaplin-komedies voldoen. West werd, als succesvol pantomimespeler op het vaudeville-toneel, gevraagd om imitatie-Chaplinfilms te maken. West kleedde zich exact als de werkelijke Chaplin en kopieerde de bewegingen en make-up zo goed, dat hij nu nog steeds regelmatig voor de daadwerkelijke zwerver wordt aangezien. Chaplin zelf was ooit bij een opname van West aanwezig en gaf hem het compliment Je bent een verdomd goede imitator.
Enkele van zijn films zouden later als Charlie Chaplin-films op de videomarkt komen. Oliver Hardy speelde hierin de rol van slechterik, zoals imitator Eric Campbell de rol van zwerver had aangenomen.
West stopte in 1922 als Chaplin-imitator en zette daarna andere personages neer. Toen hij in 1925 zelf achter de camera plaatsnam, produceerde hij onder andere een korte serie slapstickkomedies met Oliver Hardy en Bobby Ray in de hoofdrollen.
Na de introductie van de geluidsfilm had West alleen nog wat kleine rollen in films voor kleine onafhankelijke studio's en Columbia Pictures.

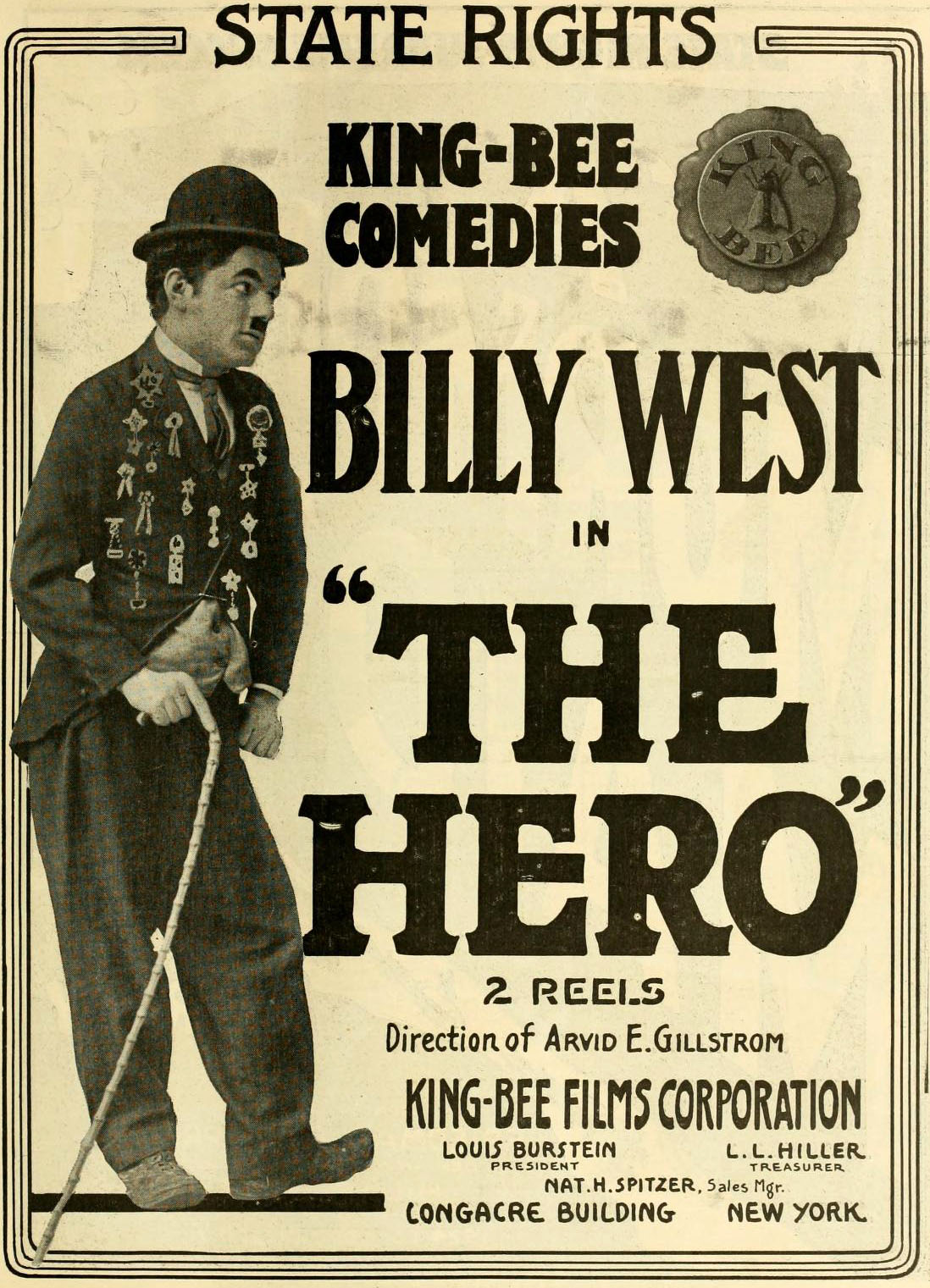
Billy West als Charlie Chaplin-imitator

## Gedeeltelijke filmografie
- Apartment No. 13 (1912)
- Back Stage (1917)
- The Hero (1917)
- Dough Nuts (1917)
- Cupid's Rival (1917)
- The Villain (1917)
- The Millionaire (1917)
- The Goat (1917)
- The Fly Cop (1917)
- The Chief Cook (1917)
- The Candy Kid (1917)
- The Hobo (1917)
- The Pest (1917)
- The Band Master (1917)
- The Slave (1917)
- The Stranger
- Bright and Early (1918)
- The Rogue (1918)
- His Day Out (1918)
- The Orderly (1918)
- The Scholar (1918)
- The Messenger (1918)
- The Handy Man (1918)
- The Straight and Narrow (1918)
- Playmates (1918)
- Beauties in Distress (1918)
- Stick Around
- Hey, Taxi! (1925)
- Rivals (1925)
- Hop to It! (1925)
- They All Fall (1925)
- The Joke's on You (1925)
- Hard Boiled Yeggs (1926)

- Biblioteca Nacional de España: XX4617487
- Bibliothèque nationale de France: cb15520864k (data)
- International Standard Name Identifier: 0000 0001 1571 4020
- Library of Congress Control Number: n93106275
- Système universitaire de documentation: 19948452X
- Virtual International Authority File: 56919786
- WorldCat: E39PBJcgtgw4mj3xfpJHmFqvpP